# Amphipyra variegata
Amphipyra variegata là một loài bướm đêm trong họ Noctuidae.